# كييفباسترانس
كييفباسترانس هي شركة بلدية تدير وسائل النقل العام في كييف، عاصمة أوكرانيا. وتشمل عملياتها الترام الكهربائي وحافلات المدينة وحافلات الترولي. كما تعمل على كييف القطار الجبلي المائل وبعض خطوط السكك الحديدية الحضرية.

تأسست شركة كييف باسترانس في 2 أكتوبر 2001، من قبل مجلس مدينة كييف لتحل محل شركة "كييف إلكتروترانس" واتحاد الإنتاج الإقليمي لمدينة كييف للنقل بالسيارات. 

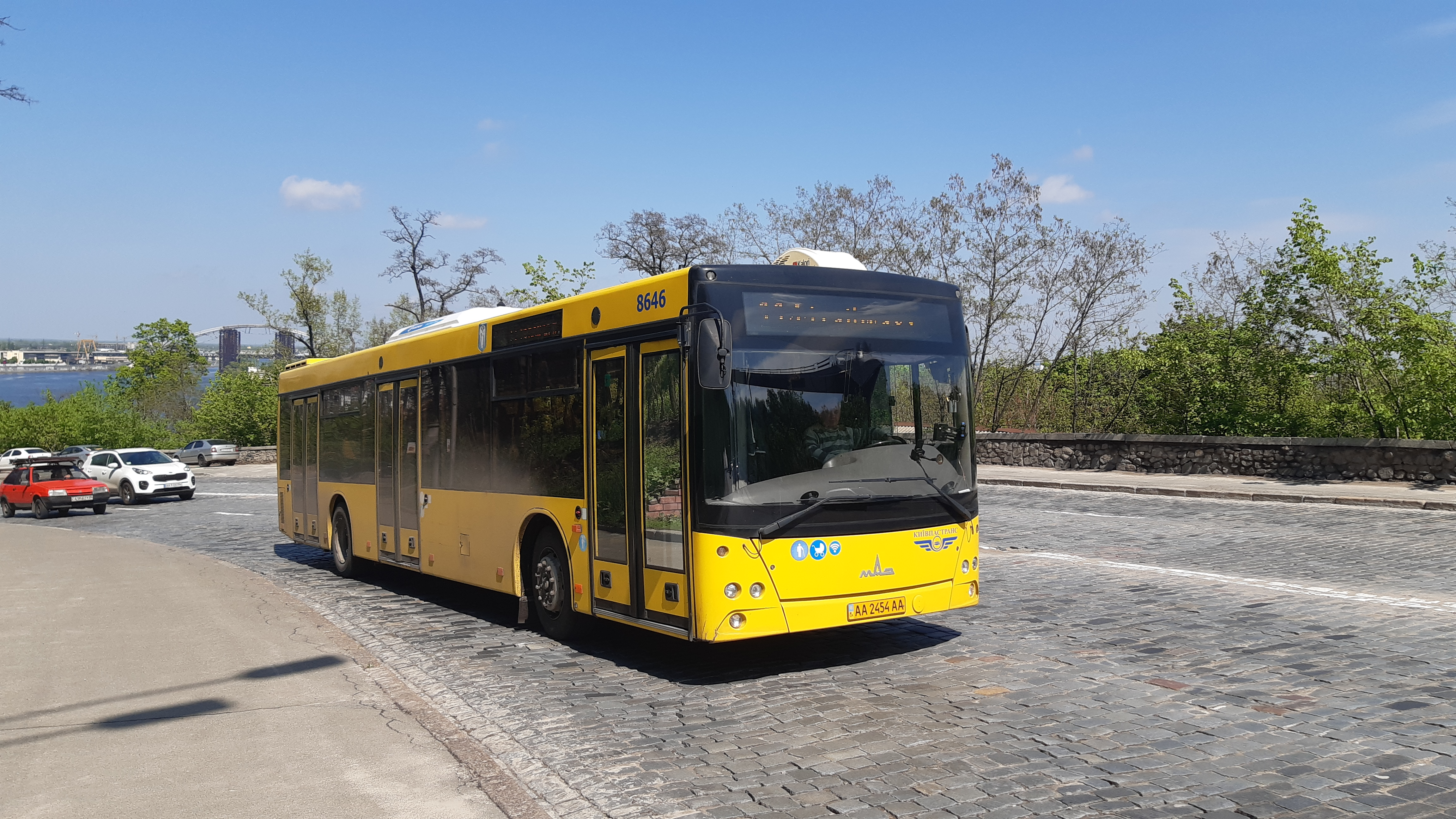
حافلة مكيفة الهواء على الطريق رقم 114

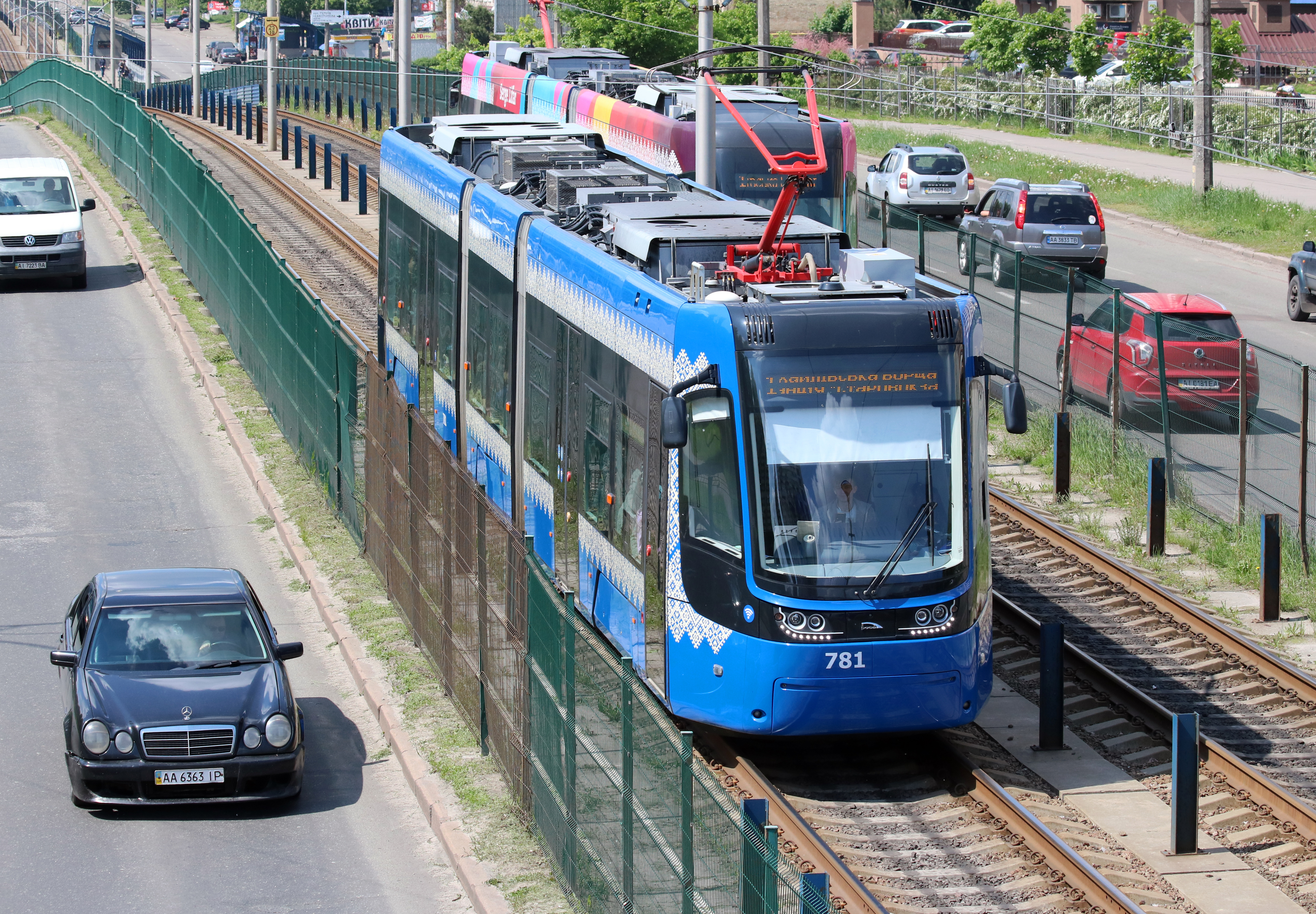
الترام السريع في كييف تدير الطرق رقم 1 و 3

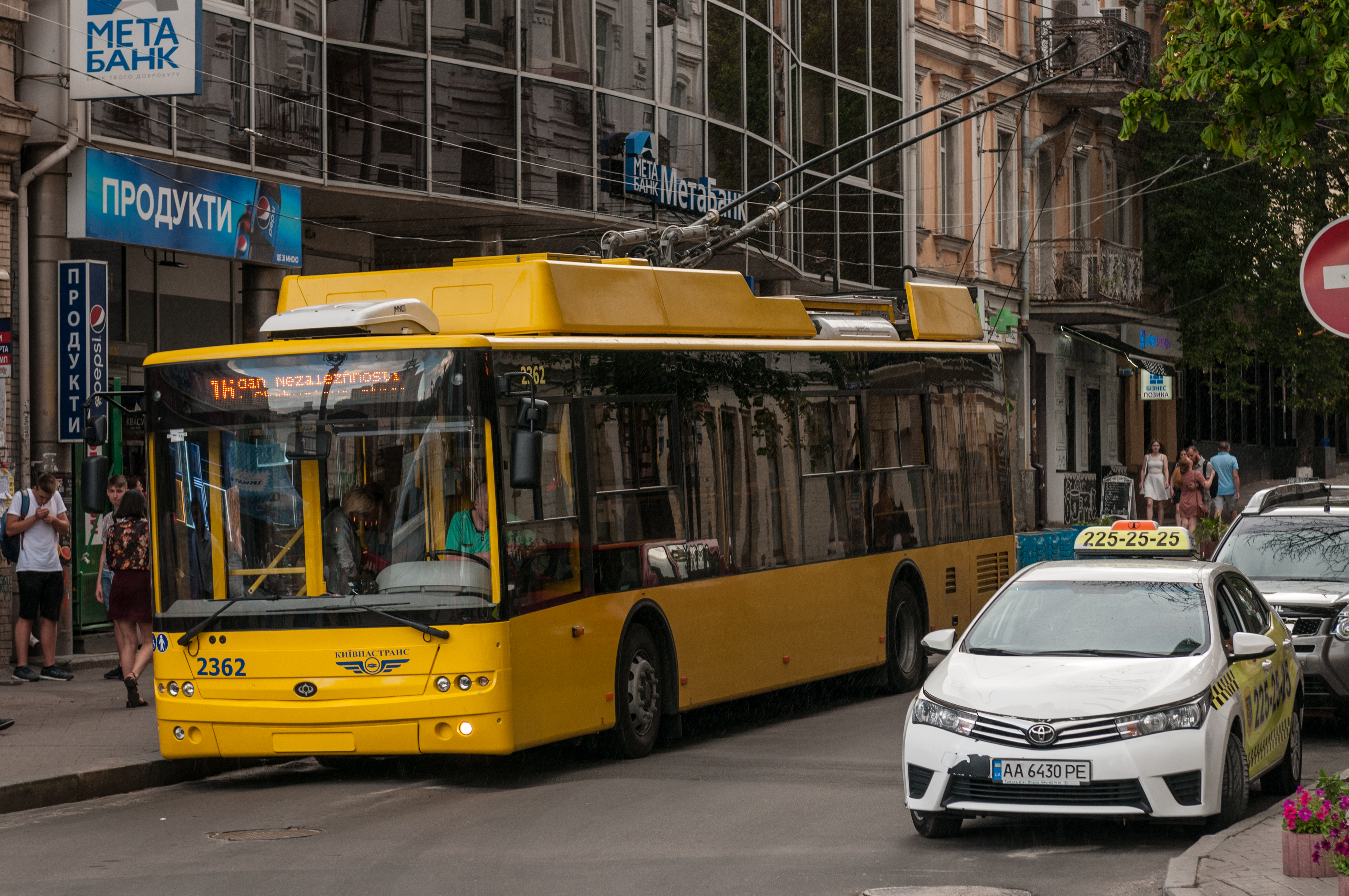
ترولي باص في كييف

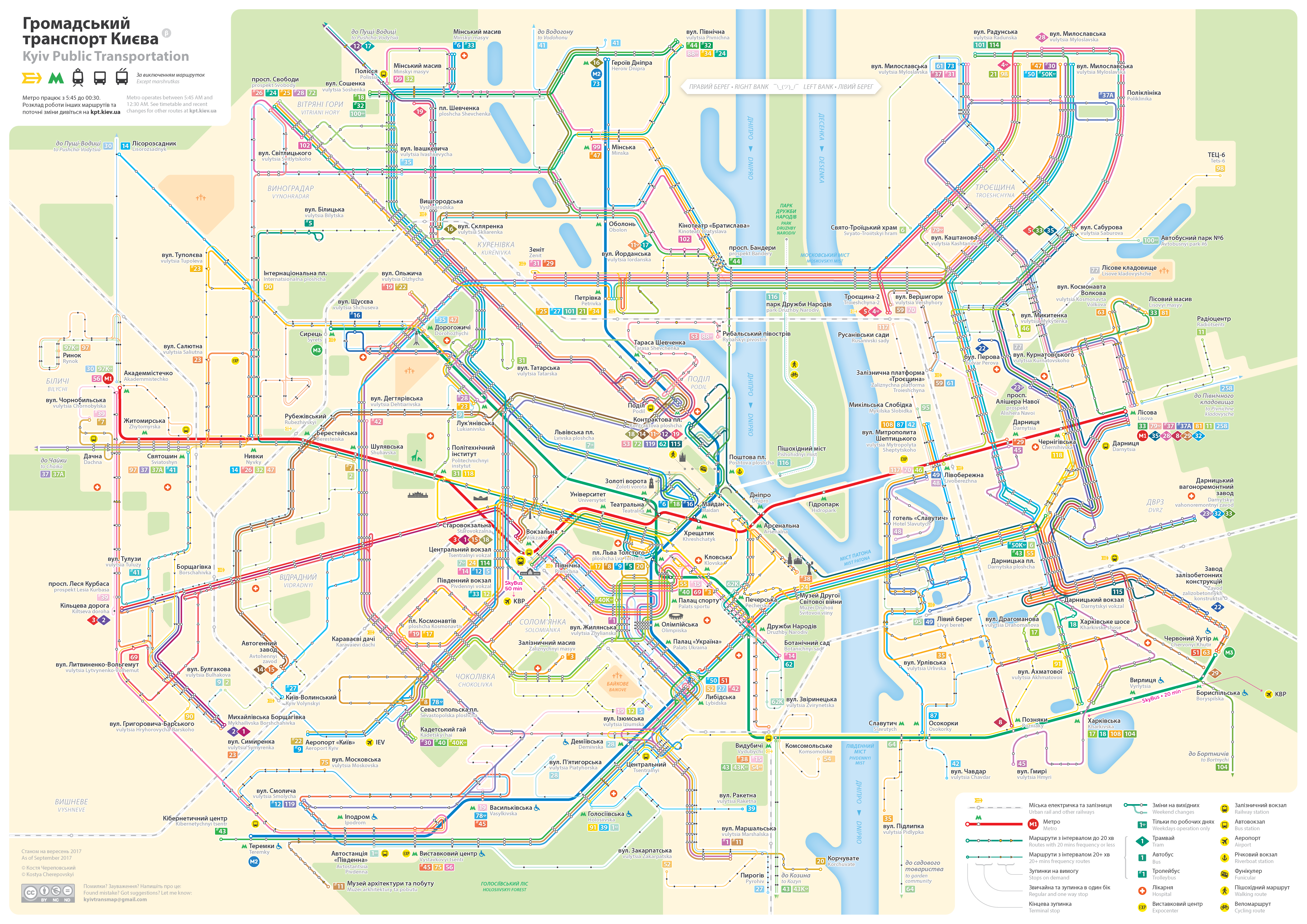
الطرق التي تديرها شركة كييف باسترانس

## روابط خارجية
- كييفباسترانس (الموقع الرسمي) نسخة محفوظة 27 فبراير 2021 على موقع واي باك مشين.

قالب:Transport in Kyiv